# イントルーダー 怒りの翼
『イントルーダー 怒りの翼』（Flight of the Intruder）は、1991年に公開されたアメリカの戦争映画。配給はパラマウント映画。
ベトナム戦争中に活躍したアメリカ海軍の艦上攻撃機A-6イントルーダーと、そのパイロットたちの活躍ぶりと青春を描く。

## ストーリー
ベトナム戦争中の1972年。ベトナムにあるトンキン湾で展開している空母インディペンデンスでは、艦上攻撃機イントルーダーことA-6がいつものようにベトナムへ飛び立っていた。A-6のパイロットだが和平協定を理由にハノイへ飛べず、何の変哲も無い場所での軍事行動で次々と戦友が亡くなることに辟易していたグラフトン大尉は、新しくインディペンデンスにやってきたコール少佐に現状を訴える。初めこそ時期尚早だと諭していたコールは、軍事作戦中に仲間の死を目の当たりにしたことからグラフトンに共鳴し、彼と共に独断でハノイへ出撃する。

## 登場人物
フランク・カンパレリ
演 - ダニー・グローヴァー
中佐。飛行隊長。黒人でありながらイタリア系の苗字であることをネタにマフィアの三代目を自称、それを傘に部下に厳しく接するも根底には部下への深い愛情を持っている人物。
ヴァージル・'タイガー'・コール
演 - ウィレム・デフォー
少佐。モーグの戦死後補充で着任したBN（Bombardier Navigator＝爆撃航法士）。タイガーストライプ（虎の縞模様を模した非公式な迷彩柄の一種）で誂えたフライトスーツを着用し、護身用に大型のサバイバルナイフを携行している。カンパレリも自身がコーラルシーに乗艦していた際にレンジャーに乗艦していた頃のコールの噂については良くも悪しくも耳にしていた様子であり、毀誉褒貶ある人物。アイアンハンド（対レーダーサイト攻撃）任務で意気投合したジェイクにハノイ市内の「ミサイル・シティ」と呼ばれるミサイル集積地への単機攻撃に誘われるが…
ジェイク・'クール・ハンド'・グラフトン
演 - ブラッド・ジョンソン
大尉。A-6イントルーダー攻撃機操縦士。本編の実質的な主人公。政治的な配慮から戦術的に意味のない爆撃行に出撃させられたうえ、地上から放たれた一発のライフルの銃弾により隣席のBN・モーグが命を落としたたこともあり精神的に追い詰められてゆくが、休暇先のフィリピンでキャリー、コールと出会い多少立ち直りを見せる。後にA-6Bによるアイアンハンド任務で意気投合したコールにハノイ単機爆撃を持ちかけるが…
ジャック・'レイザー'・バーロウ
演 - ジャレッド・チャンドラー
中尉。24歳。レイザーの名の由来は髭の剃り残しがあったからカンパレリに名付けられた。
ボックスマン
演 - トム・サイズモア
カンパレリの部下。きつい言動を浴びせることもある。
モーガン・'モーグ'・マクファーソン
爆撃航法士。ジェイクの相棒だったが戦死する。妻がいる。ジェイクからはかなりの友情を抱かれており、亡くなってからも気にかけられていた。
キャリー・トロイ
演 - ロザンナ・アークエット
モーグの住んでいた家の新しい住人。
'カウボーイ'パーカー
演 - J・ケネス・キャンベル
少佐。
サリー
キャリーの娘。

## キャスト
| 役名                           | 俳優                     | 日本語吹替 | 日本語吹替   |
| 役名                           | 俳優                     | ソフト版   | フジテレビ版 |
| ------------------------------ | ------------------------ | ---------- | ------------ |
| カンパレリ中佐                 | ダニー・グローヴァー     | 田中信夫   | 内海賢二     |
| コール少佐                     | ウィレム・デフォー       | 納谷六朗   | 樋浦勉       |
| ジェイク・グラフトン大尉       | ブラッド・ジョンソン     | 玄田哲章   | 谷口節       |
| キャリー                       | ロザンナ・アークエット   | 高島雅羅   | 鈴鹿千春     |
| ボックスマン                   | トム・サイズモア         | 小室正幸   | 江原正士     |
| 'カウボーイ'パーカー少佐       | J・ケネス・キャンベル    | 若本規夫   |              |
| フランク                       | ヴィング・レイムス       | 辻親八     | 宝亀克寿     |
| ジャック'レイザー'バーロウ中尉 | ジャレッド・チャンドラー | 宮本充     | 堀内賢雄     |
| キャグ                         | マディソン・メイソン     | 吉水慶     |              |
| ガフィ                         | ダグラス・ロバーツ       | 江原正士   |              |
| 大佐                           | フレッド・トンプソン     | 加藤正之   |              |

- ソフト版
  - その他声の出演：西村知道、大木民夫、星野充昭、菅原淳一、津田英三、田原アルノ、小野健一、荒川太郎、大滝進矢、佐藤ユリ、種田文子
  - 演出：中野寛次、翻訳：岩佐幸子、製作：東北新社
- フジテレビ版：初回放送1995年5月27日「ゴールデン洋画劇場」

## スタッフ
- 監督：ジョン・ミリアス
- 製作：メイス・ニューフェルド
- 製作総指揮：ブライアン・フランキッシュ
- 原作：スティーヴン・クーンツ　“Flight of The Intruder”（邦題：『デビル500応答せず』）
- 脚本：ロバート・ディロン デイヴィッド・シェイバー
- 撮影：フレッド・コーネカンプ
- 音楽：ベイジル・ポールドゥリス